# Ray Wood
Pour les articles homonymes, voir Wood.
Ray Wood, né le 11 juin 1931 à Hebburn (Angleterre) et mort le 7 juillet 2002 à Bexhill-on-Sea (Angleterre), est un  footballeur anglais, qui évoluait au poste de gardien de but à Darlington, à Manchester United, à Huddersfield Town, à Bradford City et à Barnsley ainsi qu'en équipe d'Angleterre.
Wood connut trois sélections avec l'équipe d'Angleterre en 1954 et 1956. 

## Biographie
Ray Wood est l'un des survivants du crash aérien de Munich de 1958.

## Carrière
- 1949 :  Darlington
- 1949-1958 :   Manchester United
- 1958-1965 :   Huddersfield Town
- 1965-1966 :  Bradford City
- 1966-1968 :   Barnsley[3]

## Palmarès

### En équipe nationale
- 3 sélections et 0 but avec l'équipe d'Angleterre en 1954 et 1956.

#### Avec Manchester United
- Vainqueur du Championnat d'Angleterre de football en 1952, 1956 et 1957
- Vainqueur du Charity Shield en 1952, 1956 et 1957